# カクチケル語
カクチケル語（カクチケルご、Kaqchikel）は、グアテマラ中央高地のカクチケル族の話す言語で、マヤ語族のキチェ語群に属する。グアテマラの7つの県の45以上のムニシピオで話される。

## 概要
カクチケル語はグアテマラ県、サカテペケス県、チマルテナンゴ県、ソロラ県、スチテペケス県、エスクィントラ県、およびバハ・ベラパス県の一部で話される。キチェ語地域の南に位置する。
カクチケル族のすべてがカクチケル語を話すわけではない。話者人口は資料によって異なるが、2002年のグアテマラの国勢調査によると、カクチケル族全体の人口が83万人であるのに対し、3歳以上のカクチケル語の話者数は44万人となっている。リチャーズによる推計（2001年）によると話者数は約48万人であり、グアテマラでキチェ語、ケクチ語、マム語についで4番目に多く話されるマヤ語族の言語とされる。
16世紀にスペイン人がグアテマラを征服したとき、カクチケル族ははじめスペイン人と協力した。カクチケル族の中心都市であったイシムチェはグアテマラの最初の首都となり、その後も非先住民の人口の中心、とくにアンティグア・グアテマラとグアテマラシティに近いところにカクチケル族は住んでいた。これらの地域のカクチケル族はマヤ人としての習慣を放棄するよう圧力がかかっていたが、その一方で辺境に住むカクチケル族は古くからの習慣を保った。このためカクチケル族の風習には町ごとに相当の違いがある。
スペイン植民地期に『カクチケル年代記』のようなカクチケル語の文献を残したが、しかしその後は20世紀末までカクチケル語をふくむマヤ諸語の多くはあまり書かれなくなった。近年まで学校でマヤ語を話すことは抑圧され、その結果マヤ語の話者であってもマヤ語を書くのはスペイン語を書くよりも困難であった。1990年代になってグアテマラ・マヤ言語アカデミーが設立され、マヤ語教育や言語の標準化が進められている。しかしながら標準化されたカクチケル語では話し言葉に見られる前置詞と人称接頭辞+関係名詞が融合した形を「不正」として歴史的な形に直すなど、人工的に作られた形が見られる。

## 音声
キチェ語と異なって母音の長短の区別がなく、本来の短母音(a e i o u)がゆるみ母音(ä ë ï ö ü)に変化している。区別される母音の数は方言によって異なり、5母音から10母音までがある。たとえばサカテスペス県サンタ・マリア・カウケ方言ではëを除く9つの母音(a e i o u ä ï ö ü /a e i o u ə ɪ ɔ ʊ/)がある。äのある方言は多いが、その音価は方言によって異なっている。ëのある方言は少ない。ソロラ方言では10個全部の母音を区別すると報告されているが、ベネットの調査によるとiとïは区別されていないようだという。ゆるみ母音は強勢のある最後の音節にのみ出現する。また動詞語根の大部分はゆるみ母音を含む。
|        | 両唇音 | 歯茎音 | 後部歯茎音 | 硬口蓋音 | 軟口蓋音 | 口蓋垂音 | 声門音 |
| ------ | ------ | ------ | ---------- | -------- | -------- | -------- | ------ |
| 破裂音 | p bʼ   | t tʼ   |            |          | k kʼ     | q qʼ     | ʼ      |
| 破擦音 |        | tz tzʼ | ch chʼ     |          |          |          |        |
| 摩擦音 |        | s      | x          |          |          | j        |        |
| 鼻音   | m      | n      |            |          |          |          |        |
| 流音   |        | l r    |            |          |          |          |        |
| 半母音 | w      |        |            | y        |          |          |        |

子音のうち鼻音以外の共鳴音（l r w y）は語末では無声化する。

## 文法
カクチケル語のもっとも基本的な語順はVOS型(VOA)であるが、実際には主語が主題化してSVOになることが多い。また目的語が先に出てOSVになることもある。

## 関連文献
- Ri chʼutiʼ ajpop. translated by Lolmay Pedro Oscar Gárcia Matzar. Neckarsteinach: Edition Tintenfass. (2011). ISBN 9783937467924（『星の王子さま』のカクチケル語版）